# 天野可春
天野 可春（あまの かしゅん、1832年9月18日〈天保3年壬辰8月24日〉 - 1918年〈大正7年〉5月15日）は、幕末の武士（旗本）、明治期の出版人。号は花陰、茶城。前名は天野岩次郎と名乗り、東禅寺事件において襲撃犯の有賀半弥を討ち取る活躍をしたことで知られている。

## 生涯
天保3年8月24日、旗本の土屋總兵衞の二男として生まれる。幼少より文武を修め、特に武芸を極めた。のち天野雄五郞の養子となる。文久元年辛西正月、部屋住から外国御用出役となり、別手組を組織し、その肝煎として東禅寺の公館や外国人の警備を行う。ただ天野の証言によれば「私共の方ハ実は総体の護衛と申す訳で無い、個人的の護衛でありました」「私共ハ館内の護衛といふ者でハ無い、五十人といふ組合の者は外国人が出行する時に護衛する役であつた」とあり、普段は境内に建てられた詰所に待機し、外国人が外出することに気づくと同行して警備を行い、外国公館全体の警備は大名家が主に担当したという。
文久元年5月、イギリス公使オールコックが長崎から江戸へ向かおうとしたところ、幕府が警備上の問題から海路での移動を勧めたが、彼は条約で定める国内旅行権を強硬に主張して陸路で江戸へ行き、5月27日にはイギリス公使館が置かれていた江戸高輪東禅寺に入った行動に対し、尊攘派の志たちが「夷狄である外人男性に神州日本が穢された」と憤激した。そのうち水戸藩脱藩の攘夷派浪士・有賀半弥ら14名が、5月24日に常陸国玉造湊を出航し、東禅寺門前の浜に上陸すると、品川宿の妓楼「虎屋」で決別の盃を交わした後、5月28日午後10時頃、東禅寺のイギリス公使館内に侵入し、オールコック公使らを襲撃した。外国奉行配下で公使館の警備に就いていた旗本や郡山藩士・西尾藩士らが応戦し、邸の内外で攘夷派浪士と戦闘し、双方が死傷者を出した（警備兵2名、浪士側3名が死亡）。天野は有賀を討ち取り、傷を負っている。この功績により、ビクトリア女王より勲章を贈られたが、拒んで受け取らなかった。その為長い間外務省で保管されていたが、林董が外務次官の時にようやく渡したという。
坂下門外の変においても、襲撃者と戦い、功績により、加賀守に任ぜられた。戊辰戦争においても、草風隊を率い上野、会津で幕府方として奮戦した。
維新後は有喜世新聞などで出版業に従事。家督を長男の富太郎に譲った後「花陰」と号した。富太郎は沼津兵学校の生徒となり、陸軍中佐（砲兵）となり、1894年4月5日没。孫の名は輝。晩年は牛込区（現在の新宿区）二十騎町に住し、長唄の稽古をよくしていたが、神楽坂通りで転んでからは引き籠りがちになった。田島応親や本多晋などの旧知の人が訪ねると泣いて喜んだという。大正7年（1918年）5月15日没、87歳。法名は智証院清壽日栄居士。墓所は青山霊園1-ロ-10-12にあり、1938年4月に何処かより改葬されている。